# Európai Filmdíj a legjobb mellékszereplőnek
A legjobb mellékszereplő (angolul: European Film Award for Best Supporting Performance) elismerés az Európai Filmdíjak egyike volt, melyet az Európai Filmakadémia (EFA) egyetlen alkalommal, 1989-ben osztott ki az előző év európai filmjében nyújtott legjobb mellékszereplői alakításért. A díjátadóra 1989. november 25-én, egy Párizsban megrendezett gála keretében került sor.
1988-ban az 1. díjátadó gálán külön díjazták a férfi és női mellékszereplőket, azonban 1989-ben az Akadémia igazgatótanácsa úgy döntött, hogy összevonja a két kategóriát és a korábbi kilenc helyett csupán öt színészt (három nőt és két férfit) jelöl egy díjra. 1990-ben visszatértek a külön történő elismerésekre, legjobb női mellékszereplő, illetve legjobb férfi mellékszereplő elnevezéssel.
Tekintettel arra, hogy az Európai Filmdíjat 1996-ig Felix-díj néven osztották ki, gyakorlatilag e kategória győztesét is Felix-díjasként emlegették.

## Díjazottak és jelöltek
| „Díjazott” – szürkéskék háttérrel   |
| „Jelölt” – világos szürke háttérrel |

### 1980-as évek
| Év                  | Nyertesek és jelöltek | Magyar címe                     | Eredeti címe |
| ------------------- | --------------------- | ------------------------------- | ------------ |
| 1989                |                       |                                 |              |
| Edna Doré           | Vérmes remények       | High Hopes                      |              |
| Lena Sabine Berg    | –––                   | A Wopbopaloobop a Lopbamboom    |              |
| Roger Jendly        | A Rose Hill-i lány    | La femme de Rose Hill           |              |
| Alessandro di Sanzo | Örökre Mery           | Mery per sempre                 |              |
| Ludmila Zajceva     | A kis Vera            | Ма́lenkaja Vera (Маленькая Вера) |              |